# 広瀬仁美
広瀬 仁美（ひろせ さとみ、1980年3月10日 - ）は、日本の女優、実業家、画家、幼稚園教諭。
愛知県名古屋市出身。趣味・特技は水彩、料理、陸上。愛称は「姫」、「鶴姫」など。既婚。5児の母。
『有言実行三姉妹シュシュトリアン』の山吹花子役や『忍者戦隊カクレンジャー』の鶴姫 / ニンジャホワイト役で知られる。
デビューから6年後の1999年に芸能界を引退し、絵画の個展を全国各地で開催するなど画家としての活動を中心に行っている他、自らデザインしたTシャツや絵画作品を公式HPの通販で販売している。また幼稚園教諭としても働いている。
引退から10年後の2009年を境に特撮関連のイベントを中心に活動を再開し、特撮作品への出演も行っている。

## 略歴
小学4年の時に父の仕事の都合で千葉へ引っ越し、衣装の仕事をしていた母に連れられてスタジオによく出入りしていた際に、母の知人の知り合いであった東映所属のマネージャーに世話になり、マネージャーの芸能事務所・富士企画への移籍に伴い同事務所に所属。小学5年生の終わりごろから下積みとしてオーディションを受けはじめ、1993年に東映不思議コメディシリーズ最終作『有言実行三姉妹シュシュトリアン』の山吹花子役で芸能界デビュー。シュシュトリアン作中では服装としては小学生役であり私服の小学校であったこともあり3人の中で唯一スカートを履く機会がなくズボンだけを履いていた。
1994年、『忍者戦隊カクレンジャー』に鶴姫 / ニンジャホワイト役で出演。
1999年11月に所属事務所を退所し、芸能界を引退する。
2009年4月29日、横浜で開催された「ワンダーランド・マーケット」における『カクレンジャー』出演者のサイン会にて、引退後初めてファンの前に姿を見せた。
他にも東映チャンネルの番組『ピンスポ』に登場したり、『東映ヒロインMAX 2009 Vol.07』のインタビューにも答えている。『ピンスポ』ではケイン・コスギを除く『カクレンジャー』のメンバーと対談。これを契機として活動を再開し、主に特撮関連のイベントへの出演や特撮作品への客演を行う。
2010年6月20日放送分の『天装戦隊ゴセイジャー』第19話において、『カクレンジャー』で共演した小川輝晃と夫婦役で特別にゲスト出演したことを機に復帰。
2012年1月8日放送分の『海賊戦隊ゴーカイジャー』第45話で『超力戦隊オーレンジャー オーレVSカクレンジャー』以来の鶴姫役として出演。
2018年、トークイベント『白雪姫外伝』を主催。『シュシュトリアン』における三姉妹役や同作のパロディエピソードであるカクレンジャー第35話で共演した元女優の田中規子をゲストとして招き、25年ぶりの再会を果たした（同じく三姉妹役とカクレンジャーで共演した石橋けいもシークレットゲストとして会場にビデオメッセージを送った）。
2019年、『カクレンジャー』放映25周年記念企画として小川輝晃と共にクラウドファンディングで『夢みる絵本』と題した絵本制作のプロジェクトを立ち上げ、小川の文、広瀬の絵で分業して制作した絵本『ボクのデンチ』を上梓した。
2024年に東映特撮ファンクラブで配信された『忍者戦隊カクレンジャー』の正統続編『中年奮闘編』の企画に関わり、自身も鶴姫役で出演した。
2025年2月より、GMBプロダクションとエージェント契約を結ぶ。

## 人物
母子家庭育ちであり、デビュー前の時期は引きこもりのような状態で学校に通えない時期も多かったという。そんな中、『有言実行三姉妹シュシュトリアン』のオーディションを受けて芸能界デビューを果たすことになった。デビューの翌年に出演した『忍者戦隊カクレンジャー』以後も学校に通いつつオーディションを受けて仕事を続けていたが、ネットが発達していない時代ゆえにファンからの反応や自身の活動に対する世間的な評価を知ることができず手応えを感じられなかったことで徐々に自信を喪失していき、成人を前に引退を決心したという。上述の画家としての活動も演技以外の表現の場を求めて引退後に独学で始めたものであることを後年のインタビューで明かしている。
『カクレンジャー』のオーディションでは、企画書での鶴姫の年齢が18歳であったことから他の参加者は年上ばかりであったため、場違いな感じがしていたという。
岩下の新生姜が大好物である。

## 出演

### テレビドラマ
- 有言実行三姉妹シュシュトリアン（1993年1月10日 - 10月31日、フジテレビ） - 山吹花子 役
- スーパー戦隊シリーズ（テレビ朝日）
  - 忍者戦隊カクレンジャー（1994年2月18日 - 1995年2月24日） - 鶴姫 / ニンジャホワイト 役
  - 天装戦隊ゴセイジャー epic19（2010年6月20日） - 田村今日子 役
  - 海賊戦隊ゴーカイジャー 第45話（2012年1月8日） - 鶴姫 役
  - 4週連続スペシャル スーパー戦隊最強バトル!! 第2話（2019年2月24日） - ニンジャホワイトの声 役（友情出演）[9]
- プリズンホテル ゲスト（1999年、テレビ朝日） - 宇都宮ちひろ 役
- 土曜ワイド劇場「渡り番頭・鏡善太郎の推理」（2000年2月12日、テレビ朝日） - 永井亜紀 役
- ウイングマン 第4話（2024年11月13日、テレビ東京） - 美紅の服を汚した男児の母 役

### ラジオドラマ
- 青春アドベンチャー「ぼくは勉強ができない」（1998年11月23日 - 12月4日、NHK-FM）
- 空想労働シリーズ サラリーマン（2023年8月22日 - 10月10日、RKBラジオ） - 逃げ惑う人、市民、幼稚園教諭、ドロンOL 役[10]
  - 帰りたいサラリーマン（2024年8月24日 - 10月12日、RKBラジオ） - 逃げ惑う人 役[11]

### 映画
- スーパー戦隊シリーズ（東映）
  - 劇場版 忍者戦隊カクレンジャー（1994年4月16日）- 鶴姫 / ニンジャホワイト 役
  - スーパー戦隊ワールド（1994年8月6日） - ニンジャホワイトの声、ファイブイエローの声 役
- 短編映画「ファイナルスピリット〜もし君がヒーローだったら〜」（2019年9月15日、秋葉原ハンドレッドスクエア倶楽部にて上映）
- 劇場版 仮面ライダーリバイス バトルファミリア（2022年7月22日、東映）

### Webドラマ
- スーパー戦隊シリーズ  - 鶴姫 / ニンジャホワイト 役
  - 機界戦隊ゼンカイジャー スピンオフ ゼンカイレッド大紹介！ 後編（2021年3月28日、TELASA）[12]
  - 忍者戦隊カクレンジャー 第三部・中年奮闘編（2024年8月4日、東映特撮ファンクラブ）[13]
- 『劇場版 仮面ライダーリバイス』スピンオフ配信ドラマ『Birth of Chimera』（2022年7月22日、東映特撮ファンクラブ） - 大谷和美 役[14]

### オリジナルビデオ
- スーパー戦隊シリーズ
  - テレビマガジン特製 忍者戦隊カクレンジャースーパービデオ 秘伝之巻（1994年、講談社・テレビマガジン編集部） - 鶴姫 役
  - 超力戦隊オーレンジャー オーレVSカクレンジャー（1996年3月8日、東映・東映ビデオ） - 鶴姫 / ニンジャホワイト 役
  - 宇宙戦隊キュウレンジャーVSスペース・スクワッド（2018年8月8日、東映ビデオ） - 鶴菊 役[15]
- プリズンホテル（1997年3月28日、ケイエスエス） - チヒロ 役
- 下町任侠伝 鷹6・7（2022年11月25日・2023年1月25日、ライツキューブ）

### 舞台
- 歌と朗読劇「マジカルペンシル・マジビジョ!」（2018年4月27日・29日、LIVE BOX Gaba-Sugoka）
- 朗読劇団桃色旋風 vol.29（2019年3月16日、榎の樹ホール）

### 玩具
- 忍者戦隊カクレンジャー ドロンチェンジャー 30th ANNIVERSARY EDITION（2025年3月）- キャラクターボイス収録